# 2-я гвардейская ночная бомбардировочная авиационная дивизия
2-я гвардейская ночная бомбардировочная авиационная Сталинградская Краснознаменная дивизия (2-я гв. нбад) — авиационное соединение Военно-Воздушных сил (ВВС) Вооружённых Сил РККА ночной бомбардировочной авиации, принимавшее участие в боевых действиях Великой Отечественной войны.

## История наименований дивизии
- Военно-воздушные силы 21-й армии;
- 272-я ночная бомбардировочная авиационная дивизия;
- 2-я гвардейская ночная бомбардировочная авиационная дивизия;
- 2-я гвардейская ночная бомбардировочная авиационная Сталинградская дивизия;
- 2-я гвардейская ночная бомбардировочная авиационная Сталинградская Краснознамённая дивизия;
- 15-я гвардейская штурмовая авиационная Сталинградская Краснознамённая дивизия;
- Полевая почта 10235.

## История и боевой путь дивизии
2-я гвардейская ночная бомбардировочная авиационная дивизия преобразована из 272-й ночной бомбардировочной авиационной дивизии приказом НКО СССР № 128 от 18 марта 1943 года за организованность и хорошую боевую работу, за доблесть и мужество, проявленные воинами дивизии в борьбе с немецкими захватчиками.
В период летнего наступления советских войск в 1943 году части дивизии поддерживали части Южного фронта (с 20 октября 1943 года - 4-го Украинского фронта) при прорыве обороны противника на реке Миус, освобождении Донбасса, Мелитополя и южной части левобережной Украины.
В период 1943 - 1944 годов дивизия оказывала воздушную поддержку наземным войскам в ходе ликвидации никопольской группировки немецко-фашистских войск, обеспечивала перегруппировку и сосредоточение войск 4-го Украинского фронта у Сиваша и Перекопа перед началом Крымской операции. В апреле 1944 года при форсировании Сиваша и прорыве Перекопского оборонительного рубежа лётчики дивизии наносили бомбовые удары по узлам сопротивления врага, затем поддерживали войска фронта при  наступлении вглубь Крымского полуострова, при штурме Сапун-горы, освобождении Севастополя, ликвидации войск противника на мысе Херсонес.
С 16 июня по 3 августа дивизия участвовала в составе 1-го Украинского фронта в Львовско-Сандомирской наступательной операции. В августе полки дивизии в составе 8-й воздушной армии 4-го Украинского фронта поддерживали войска фронта при наступлении в Закарпатской Украине.
Решением НКО СССР 2-я гвардейская ночная бомбардировочная авиационная Сталинградская Краснознамённая дивизия 7 сентября 1944 года была переформирована по штатам штурмовой авиации с перевооружением полков на самолеты Ил-10 и получила наименование 15-я гвардейская штурмовая авиационная Сталинградская Краснознамённая дивизия.

### Участие в операциях и битвах

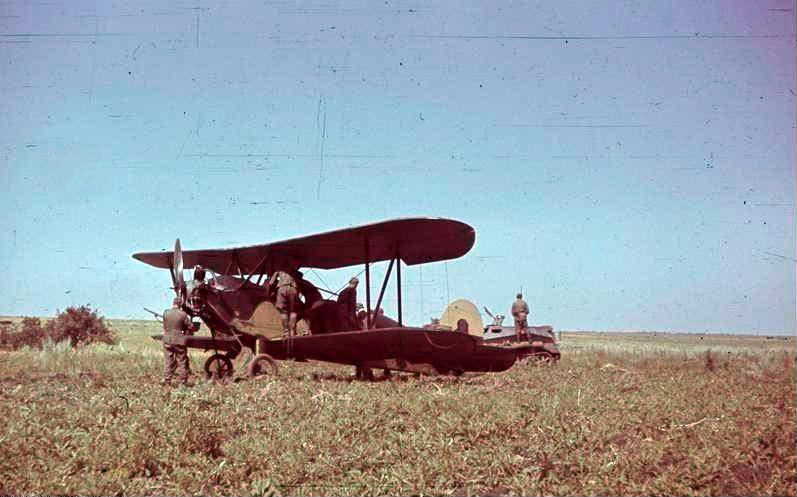
По-2. Самолет дивизии. Фото Немецкого федерального архива

- Миусская операция - с 17 июля 1943 года по 2 августа 1943 года.
- Донбасская операция - с 13 августа 1943 года по 22 сентября 1943 года.
- Битва за Днепр - с 13 августа 1943 года по декабрь 1943 года.
- Мелитопольская операция - с 26 сентября 1943 года по 5 ноября 1943 года.
- Освобождение Правобережной Украины - с 24 декабря 1943 года по 17 апреля 1944 года.
- Никопольско-Криворожская операция - с 30 января 1944 года по 29 февраля 1944 года.
- Крымская наступательная операция - с 8 апреля 1944 года по 12 мая 1944 года.
- Львовско-Сандомирская операция - с 13 июля 1944 года по 29 августа 1944.
- Люблин-Брестская операция - с 18 июля 1944 года по 2 августа 1944 года.

### В действующей армии
В составе действующей армии дивизия находилась:
- с 18 марта 1943 года по 12 мая 1944 года;
- с 14 июля 1944 года по 7 сентября 1944 года[2].

### Командир дивизии
| Звание                           | Имя                     | Период                                    | Примечание |
| -------------------------------- | ----------------------- | ----------------------------------------- | ---------- |
| Полковник, Генерал-майор авиации | Кузнецов Павел Осипович | 18 марта 1943 года — 7 сентября 1944 года |            |

### В составе объединений
| Дата          | Фронт (округ)          | Армия               | Примечания |
| ------------- | ---------------------- | ------------------- | ---------- |
| 18.03.1943 г. | Южный фронт            | 8-я воздушная армия |            |
| 20.10.1943 г. | 4-й Украинский фронт   | 8-я воздушная армия |            |
| 12.05.1944 г. | Резерв ставки ВГК      |                     |            |
| 01.06.1944 г. | Киевский военный округ | ВВС округа          |            |
| 14.07.1944 г. | 1-й Белорусский фронт  | 6-я воздушная армия |            |
| 07.09.1944 г. | Киевский военный округ | ВВС округа          |            |

## Части и отдельные подразделения дивизии
За весь период своего существования боевой состав дивизии претерпевал изменения:
| Период                     | Наименование                                              | Вооружение                        |
| -------------------------- | --------------------------------------------------------- | --------------------------------- |
| 18.03.1943 — 07.09.1944 г. | 25-й гвардейский ночной бомбардировочный авиационный полк | По-2, переименован в 25-й гв. шап |
| 18.03.1943 — 07.09.1944 г. | 60-й гвардейский ночной бомбардировочный авиационный полк | По-2, переименован в 60-й гв. шап |
| 18.03.1943 — 07.09.1944 г. | 61-й гвардейский ночной бомбардировочный авиационный полк | По-2, переименован в 61-й гв. шап |
| 18.03.1943 — 07.09.1944 г. | 77-й гвардейский ночной бомбардировочный авиационный полк | По-2, переименован в 77-й гв. шап |
| 18.04.1944 — 15.05.1944 г. | 46-й гвардейский ночной бомбардировочный авиационный полк | По-2, передан в состав 325-й нбад |

## Почётные наименования

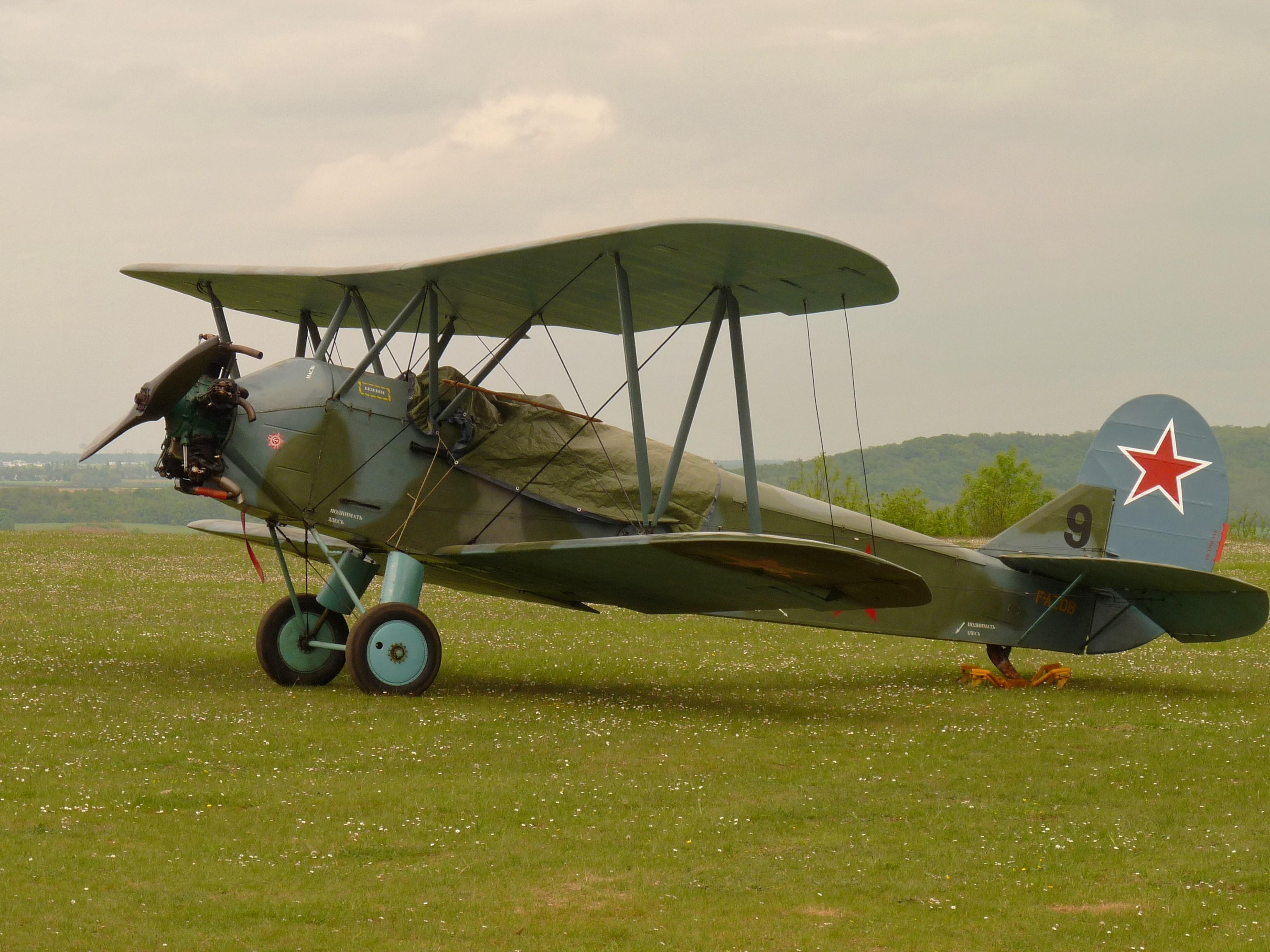
По-2. Ночной бомбардировщик, стоящий на вооружении всех полков дивизии

- 2-й гвардейской ночной бомбардировочной авиационной дивизии Приказом народного комиссара обороны СССР № 207 от 4 мая 1943 года присвоено почётное наименование «Сталинградская».
- 25-му гвардейскому ночному бомбардировочному авиационному полку Приказом народного комиссара обороны СССР № 207 от 4 мая 1943 года присвоено почётное наименование «Московский».
- 60-му гвардейскому ночному бомбардировочному авиационному полку Приказом народного комиссара обороны СССР № 207 от 4 мая 1943 года присвоено почётное наименование «Сталинградский».
- 61-му гвардейскому ночному бомбардировочному авиационному полку Приказом народного комиссара обороны СССР № 207 от 4 мая 1943 года присвоено почётное наименование «Донской».
- 77-му гвардейскому ночному бомбардировочному авиационному полку Приказом народного комиссара обороны СССР № 0136 от 24 мая 1944 года присвоено почётное наименование «Севастопольский».

## Награды
- 2-я гвардейская ночная бомбардировочная авиационная Сталинградская дивизия Указом Президиума Верховного Совета СССР от 25 апреля 1944 года награждена орденом «Боевого Красного Знамени».
- 46-й гвардейский ночной бомбардировочный авиационный Таманский полк Указом Президиума Верховного Совета СССР от 25 апреля 1944 года награждён орденом «Боевого Красного Знамени».

## Благодарности Верховного Главнокомандующего
Воинам дивизии объявлены благодарности Верховного Главнокомандующего:
- За прорыв сильно укрепленной обороны немцев на их плацдарме южнее города Никополь на левом берегу Днепра, ликвидации оперативно важного плацдарма немцев на левом берегу Днепра и овладении районным центром Запорожской области — городом Каменка, а также занятием более 40 других населённых пунктов[4].
- За овладение городом и портом на Чёрном море Евпатория — важным опорным пунктом обороны немцев на западном побережье Крыма[5].
- За овладение штурмом крепостью и важнейшей военно-морской базой на Чёрном море городом Севастополь[6].

## Отличившиеся воины дивизии
- Волков Иван Степанович, капитан, штурман эскадрильи 60-го гвардейского ночного бомбардировочного авиационного полка 2-й гвардейской ночной бомбардировочной авиационной дивизии 8-й воздушной армии Указом Президиума Верховного Совета СССР от 1 июля 1944 года удостоен звания Герой Советского Союза. Золотая Звезда № 3913.
- Голдобин Николай Иванович, старший лейтенант, заместитель командира эскадрильи 61-го гвардейского ночного бомбардировочного авиационного полка 2-й гвардейской ночной бомбардировочной авиационной дивизии 8-й воздушной армии Указом Президиума Верховного Совета СССР от 1 ноября 1943 года удостоен звания Герой Советского Союза. Золотая Звезда № 1269.
- Константинов Владимир Фёдорович, старший лейтенант, штурман звена 25-го гвардейского ночного бомбардировочного авиационного полка 2-й гвардейской ночной бомбардировочной авиационной дивизии 8-й воздушной армии Указом Президиума Верховного Совета СССР от 13 апреля 1944 года удостоен звания Герой Советского Союза. Золотая Звезда № 1306.
- Оглоблин Иван Васильевич, старший лейтенант, командир звена 25-го гвардейского ночного бомбардировочного авиационного полка 2-й гвардейской ночной бомбардировочной авиационной дивизии 8-й воздушной армии Указом Президиума Верховного Совета СССР от 13 апреля 1944 года удостоен звания Герой Советского Союза. Золотая Звезда № 1307.
- Томашевский Иван Герасимович, старший лейтенант, штурман звена 25-го гвардейского ночного бомбардировочного авиационного полка 2-й гвардейской ночной бомбардировочной авиационной дивизии 8-й воздушной армии Указом Президиума Верховного Совета СССР от 13 апреля 1944 года удостоен звания Герой Советского Союза. Золотая Звезда № 1308.
- Шибанов Виктор Иванович, лейтенант, командир звена 25-го гвардейского ночного бомбардировочного авиационного полка 2-й гвардейской ночной бомбардировочной авиационной дивизии 8-й воздушной армии Указом Президиума Верховного Совета СССР от 1 ноября 1943 года удостоен звания Герой Советского Союза. Золотая Звезда № 1248.

## Память
- В городе-герое Севастополе установлен памятник лётчикам 8-й воздушной армии;
- В городе Симферополе установлена мемориальная плита лётчикам 8-й воздушной армии;

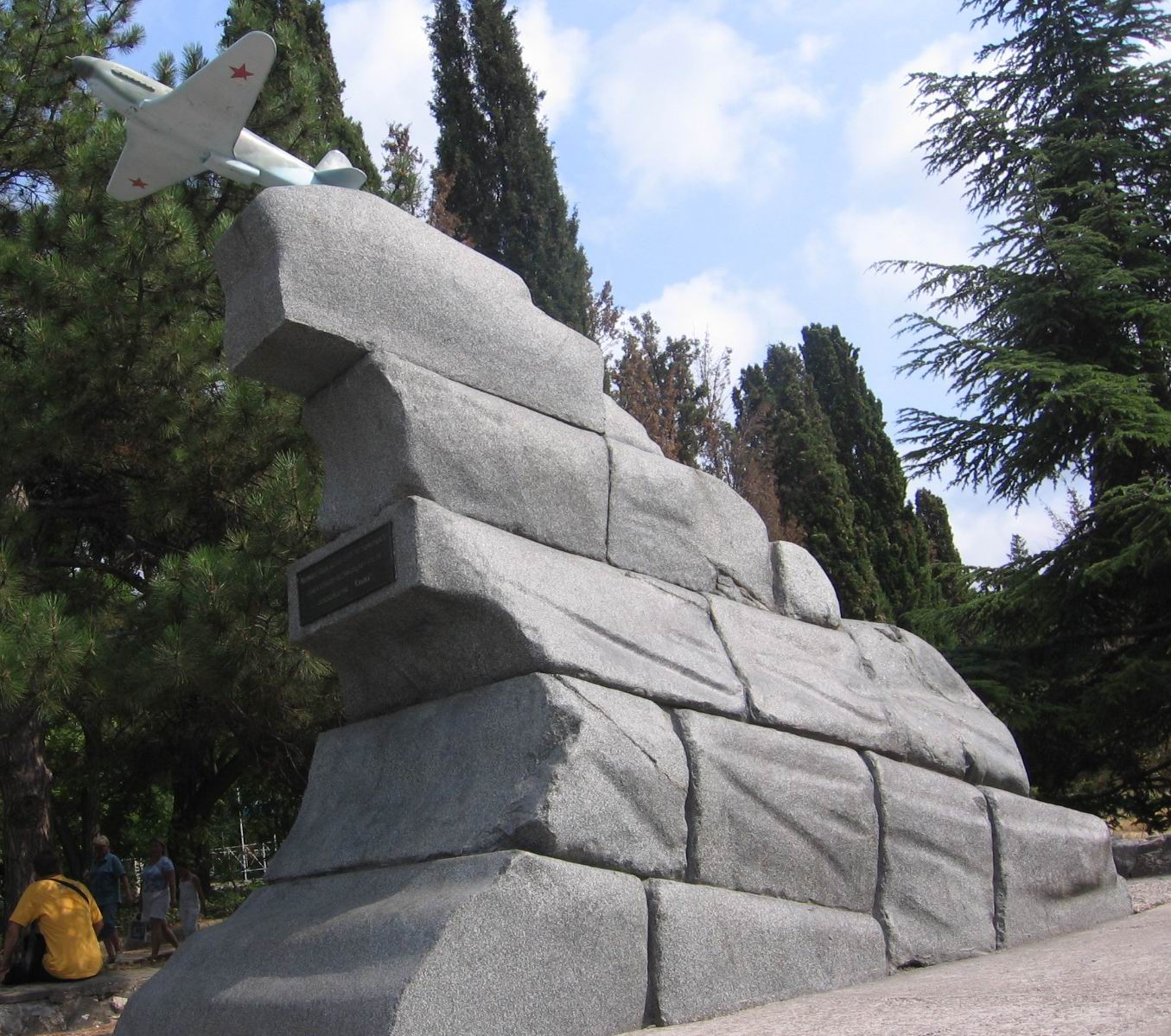
Памятник лётчикам 8-й воздушной армии в Севастополе
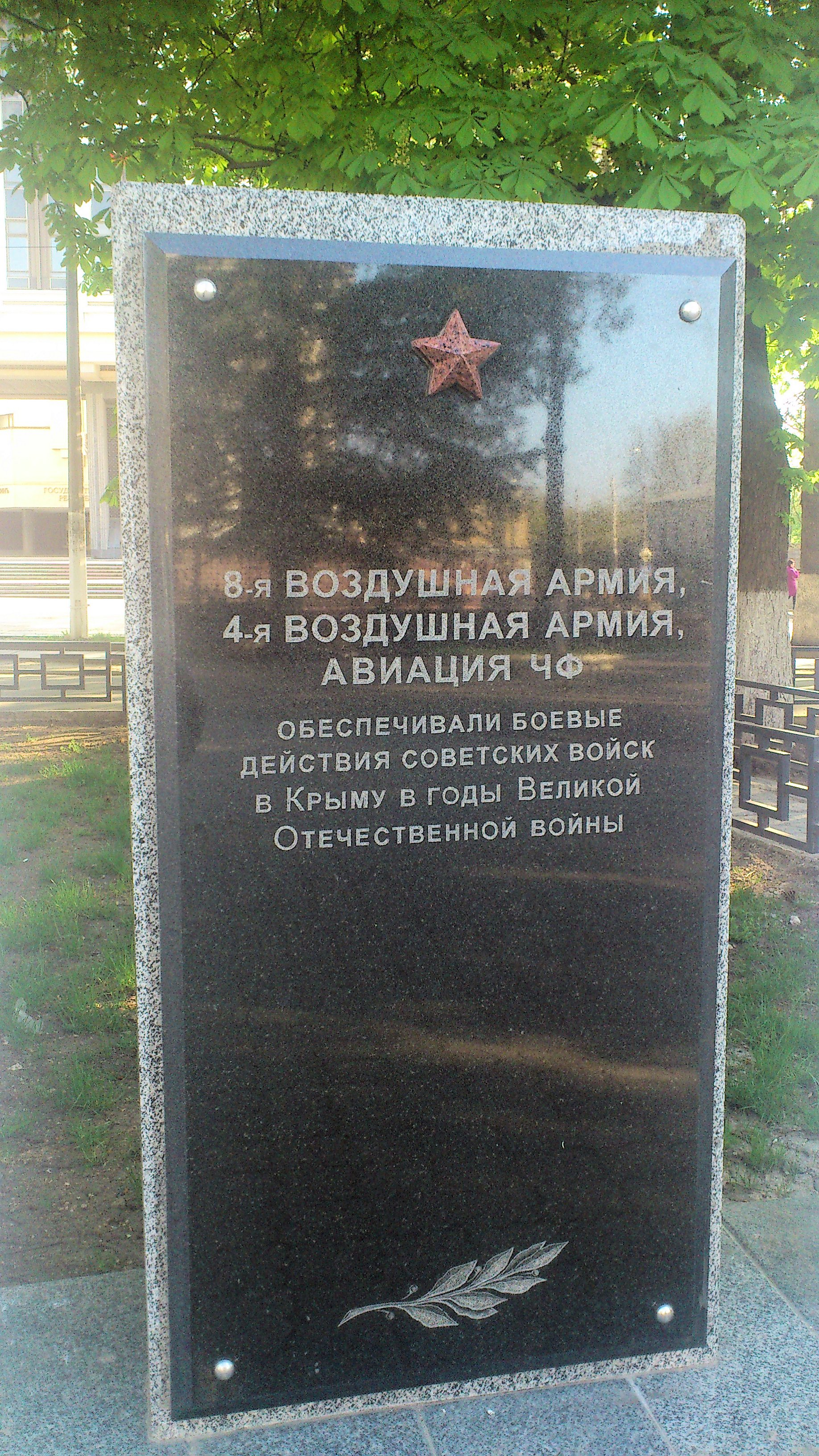
На мемориальной плите у танка-памятника освободителям Симферополя в сквере Победы в Симферополе
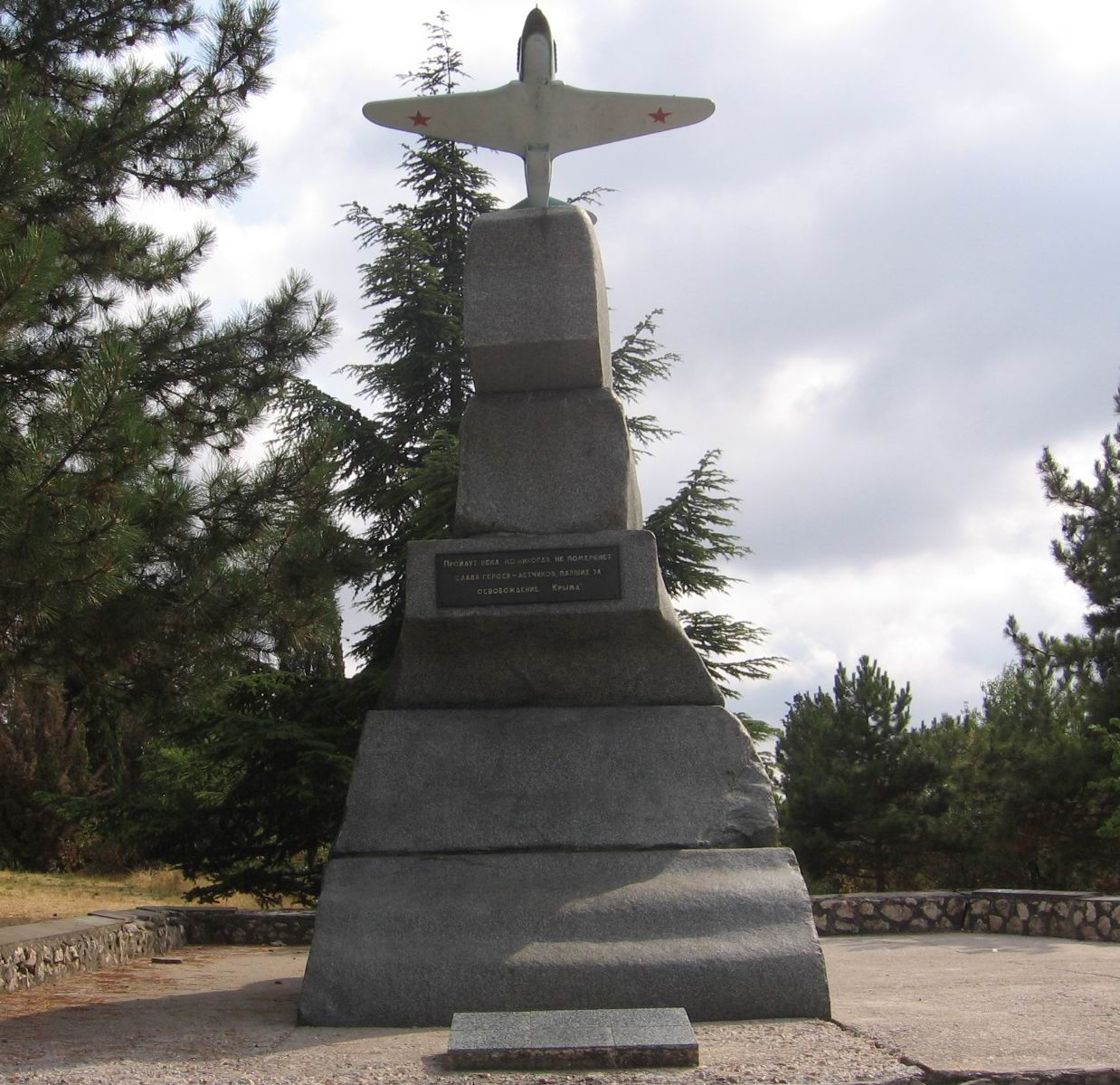
Памятник лётчикам 8-й воздушной армии в Севастополе